# Leonel Martínez
Leonel Martínez (18 settembre 1963) è un tiratore a segno venezuelano.

## Carriera
Ha partecipato a un'edizione dei giochi olimpici estivi, quella di Los Angeles 1984, gareggiando nel trap misto.
Nel 2023 quarant'anni dopo, si è qualificato alle olimpiadi di Parigi 2024.